# Lux (knižní série)
Lux je série, prozatím naplánovaných, 7 fantasy novel americké autorky Jennifer L. Armentroutové. Zatím byly vydány 3 ze 7 knih (k roku 2012).
Příběh pojednává o sedmnáctileté Katy Swartz, která se přestěhuje ze slunné Floridy do Západní Virginie a stane se sousedkou dvojčat Dee a Deamona Blackových. Dee se s ní chce okamžitě kamarádit, ale přitažlivý a arogantní Deamon je vůči ní nepřátelský. Zanedlouho Katy pozná, že dvojčata před ní něco skrývají a snaží se rozluštit jejich tajemství...

## Jednotlivé knihy
1. Shadows (v Americe vydáno 2012)
2. Obsidian (v Americe vydáno 2011)
3. Onyx (v Americe vydáno 2012)
4. Opal (v Americe vydáno 18. prosince 2012)
5. Obsession (předpokládané vydání 2013)
6. Origin (nevydáno)
7. Název knihy není prozatím znám

Žádná z knih v ČR zatím nevyšla.

## Děj

### Shadows
Tato kniha je prequel. Vypráví o bratrovi Deamona a Dee - Dawsonovi a jeho lásce k lidské dívce Bethany Williamsové.

### Obsidian
Katy se přestěhovala společně se svojí matkou do Západní Virginie kvůli smrti otce. Pro její matku to znamená nový začátek. Pro Katy to znamená konec světa. Snad jen do té doby, kdy se seznámí se záhadnými dvojčaty Dee a Deamonem. Dee se s ní snaží od začátku kamarádit, ale Deamon se snaží Katy od Dee odehnat. Dee ale donutí svého bratra chovat se ke Katy hezky a ten s ní začíná trávit víc času. Většinou se chová ale arogantně a Katy si neustále dobírá. Katy Deamon přitahuje, ale zároveň ji od sebe odhání a neustále se množí záhady okolo dvojčat. Katy zjistí, že původně byli trojčata, bratr Dawson ale údajně zmizel i s dívkou Bethany Williamsovou. Katy ještě k tomu napadne nějaký podivný muž, ale na poslední chvíli ji zachrání Deamon a když jí zachrání znovu před jedoucím kamionem, dozvídá se, že mezi lidmi žijí tzv. Luxeni. Luxeni jsou mimozemšťané, kteří ovládají světlo. Jejich svět byl zničen a část z nich teď žije s lidmi na Zemi. Deamonovi záchranné akce zanechali na Katy tzv. stopu v podobu světla a tak je viditelná pro přirozené nepřátele Luxenů - Arumy.
Katy se rozhodne Deamona a Dee chránit a vyhledá Aruma sama, aby ho pak Deamon se svými přáteli mohli zničit. Arum ale Katy přivede na hranici života a smrti a Katy v poslední chvíli, kdy vypadá, že je Arum porazil, dokáže čerpat energii z Deamonova a Deeina těla. Aruma zničí, ale cítí, že umírá. Deamon jí vyléčí a vytvoří mezi nimi zvláštní pouto. Deamon pak Katy řekne, že jí má rád, ta tomu ale nevěří a přikládá to za vedlejší účinek mimozemského pouta.

### Onyx
Katy Deamona stále odhání, i když jsou k sobě přitahováni jako magnet. Začíná randit s novým klukem Blakem. Zanedlouho se projeví její nové schopnosti a také to, že Blake je jako ona. Dozví se, že její tělo zmutovalo a má podobné schopnosti jako Luxeni.
Ve městě je DOD (ministerstvo obrany), kteří monitorují Luxeny. Ty nepřizpůsobivé zabíjejí. Při cestě ze školy zahlédne Bethany Williams. Dawsonovu dívku, která měla být mrtvá. Tím pádem je ale i Dawson živí. Katy zjistí, že Blake spolupracuje s DOD a chce Katy vydat. V poslední chvíli se ji snaží zachránit Dee s Adamem. Adam ale zůstane ležet na zemi mrtvý. Do domu vtrhne Deamon a v Katy se opět probouzí drtivá síla a daří se jim útočníky porazit. Katy se cítí hrozně a chce se Deamonovi omluvit za svou hloupost a za to, že mu lhala. Nakonec mu řekne, že ho miluje a dávají se dohromady.
Katy se setkává s Bethany a ta ji varuje, aby utekla, že se blíží něco strašného. Zjišťují, že Dawson je naživu a že se roky snažil přeměňovat lidi, tak jako Bethany. Katy je unesena a zavřena do klece. Její pouta i klec jsou z onyxu a dalších příměsí, které jí způsobují ohromnou bolest. Po hodinách křičení si poškodí hlas. Deamon si ale pro ni přijde a dostává ji z klece. Dostanou lístek s adresou, kde by měl být Dawson. Ten tam ale není. Když se vrátí domů, stojí Dawson na verandě. Zdá se ale, že je jiný než jakým býval dřív.